# Gumiel del Mercado
Gumiel del Mercado är en ort i Spanien.   Den ligger i provinsen Provincia de Burgos och regionen Kastilien och Leon, i den centrala delen av landet, 150 km norr om huvudstaden Madrid. Gumiel del Mercado ligger 837 meter över havet och antalet invånare är 379.
Terrängen runt Gumiel del Mercado är platt. Runt Gumiel del Mercado är det ganska tätbefolkat, med 104 invånare per kvadratkilometer. Närmaste större samhälle är Aranda de Duero, 13,4 km sydost om Gumiel del Mercado. Trakten runt Gumiel del Mercado består till största delen av jordbruksmark.